# Morrisographium boudieri
Morrisographium boudieri är en svampart som först beskrevs av Richon, och fick sitt nu gällande namn av Illman & G.P. White 1985. Morrisographium boudieri ingår i släktet Morrisographium, divisionen sporsäcksvampar och riket svampar.   Inga underarter finns listade i Catalogue of Life.